# مرقشة
مرقشة (بالفارسية: مرقشه) هي قرية تقع في أذربيجان الغربية في إيران. يقدر عدد سكانها بـ 292 نسمة بحسب إحصاء 2016.